# Comuna Traci, Cosău
Traci (în ucraineană Трач) este o comună în raionul Cosău, regiunea Ivano-Frankivsk, Ucraina, formată din satele Huțulivka, Korostî, Krîvobrodî, Traci (reședința) și Țuțulîn.

## Demografie
Componența lingvistică a comunei Traci
     Ucraineană (99,57%)
     Alte limbi (0,43%)
Conform recensământului din 2001, majoritatea populației comunei Traci era vorbitoare de ucraineană (99,57%), existând în minoritate și vorbitori de alte limbi.